# Symmoracma
Symmoracma és un gènere monotípic d'arnes de la família Crambidae descrit per Edward Meyrick el 1894. La seva única espècie, Symmoracma minoralis, descrita per Snellen el 1880, es troba a Indonèsia (Java, Sumbawa), Papua Nova Guinea, Taiwan, Xina i Austràlia, on s'ha registrat a Queensland.
L'envergadura és d'aproximadament 20 mm. Els adults són de color marró gris amb marques pàl·lides a les ales anteriors. Les ales posteriors són uniformes de color pàl·lid. S'ha observat que els mascles produeixen sons que provenen d'un òrgan expansible situat a la punta de l'abdomen.